# نادي راسينغ أسفي
 نادي راسينغ أسفي  هو نادٍ رياضي مغربي. من مدينة أسفي، تأسس سنة 2014. يرتدي النادي قميصا مخططا عموديا بالونين الأزرق الفاتح والأبيض. انطلاقة النادي بخمسة فروع وهي كرة القدم وكرة السلة والسباحة والملاكمة والمصارعة.

## وصلات خارجية
- (بالعربية) الموقع الرسمي لنادي راسينغ أسفي